# Yuval Noah Harari
Yuval Noah Harari (în ebraică: יובל נח הררי‎‎; n. 24 februarie 1976, Kiriat Ata, Haifa, Israel) este un istoric israelian, profesor titular la departamentul de Istorie al Universității Ebraice din Ierusalim. Este autorul cărților de succes internațional Sapiens Scurtă istorie a omenirii (2011, tradusă în românește în 2017) și Homo Deus - Scurtă istorie a viitorului (2015, tradusă în românește în 2018).

## Biografie
Yuval Noah Harari s-a născut în 1976 și a crescut la Kiryat Ata, lângă Haifa, ca al treilea copil al unor părinți evrei cu rădăcini în Polonia și Bucovina: Shlomo și Pnina Harari, născută Luttinger.  
Tatăl său, Shlomo Harari, născut Blajberg,a lucrat ca inginer la Compania de stat de echipament militar „Rafael” și era pasionat de istorie.   
Bunicul din partea mamei, Avraham (Bruno) Luttinger s-a născut la Cernăuți și, în timpul celui de-al Doilea Război Mondial, ca evreu palestinian, a luptat în rândurile armatei britanice în Europa. Soția sa Fanny, născută Kosowski, s-a născut la Halberstadt în Germania, unde s-a stabilit o vreme familia ei, venind din Polonia. 
Din copilărie, Harari a citit foarte mult și a devenit captivat de probleme istorice și filozofice generale. A fost entuziasmat în mod deosebit de cartea enciclopedică ilustrată pentru copii „Istoria omenirii”, de Michel Lacre, care în anii 1959-1960 a fost tradusă din franceză în numeroase limbi, inclusiv în ebraică. Harari a învățat la Liceul "Leo Beck" din Haifa și a început la 17 ani studii de istorie la Universitatea Ebraică din Ierusalim, în cadrul unui program special de amânare a serviciului militar în scopuri academice. Ulterior, a servit în forțele de tanchiști dar după câtva timp a suferit lipotimii și a fost eliberat la vatră din motive de sănătate.  
Și-a luat titlul de master în 1998 cu o teză despre logistica militară în evul mediu. 
Între anii 1998-2002, Harari și-a făcut apoi doctoratul în istorie la Jesus College, la Universitatea din Oxford, sub îndrumarea lui Steven Gunn. Subiectul tezei de doctorat a constat în compararea memoriilor unor luptători din secolele al XV-lea și al XVI-lea cu cele ale unor militari din secolul al XX-lea. 
Ulterior, între anii 2003-2005, el a urmat studii post-doctorale în istorie cu o bursă a Fondului "Yad Hanadiv". 
În anul 2005 a fost numit lector la facultatea de istorie a Universității din Ierusalim, în 2008 căpătând definitivatul pe postul de conferențiar. Din septembrie 2014 a devenit profesor universitar. Între anii 2003-2011 a fost coordonatorul programului de istorie universală la Universitatea ebraică, și, în cadrul acestei sarcini, au luat naștere cele două cărți ale sale care i-au adus faimă peste hotare.
În anul 2012 a fost ales membru în Tânăra Academie de Științe a Israelului, pentru scurt timp, deoarece a trecut curând în rândul foștilor membri.
La 20 ani și-a făcut cunoscută orientarea sa homosexuală, ulterior încheind o uniune civilă, în Canada, cu prietenul său israelian, Itzik Yahav, care lucrase ca producător de spectacole de teatru. Harari și Yahav, locuiesc în moșavul Mesilat Tzion de lângă Beit Shemesh, nu departe de Ierusalim.
Istoricul Harari oferă un curs online gratuit în limba engleză intitulat Sapiens: O Scurtă Istorie a Omenirii. Mai mult de 100.000 de oameni din întreaga lume au participat deja la acest curs, tradus și în românește.
Harari practică meditația Vipassana, din anul 2000, ceea ce, după afirmațiile sale, i-a „schimbat viața”. Se antrenează câte două ore în fiecare zi (o oră de la începutul și sfârșitul zilei de lucru), iar în fiecare an se retrage într-o sesiune prelungită de meditație de 30 de zile sau mai mult, în tăcere și fără cărți sau social media. În plus conferențiază și în domeniul meditației. A dedicat Homo Deus maestrului său în Vipassana, S.N. Goenka, care, după spusele sale, „m-a învățat cu dragoste lucruri importante” și a spus că nu ar fi putut scrie această carte „fără concentrarea, pacea interioară și înțelegerea dobândite prin practica Vipassana timp de cincisprezece ani”. De asemenea, el privește meditația și ca o cale de cercetare.
Tot din anul 2000 a ales un regim alimentar vegan.

## Cărți
- 2007 - Special Operations in the Age of Chivalry, 1100-1550
- 2008 - The Ultimate Experience: Battlefield Revelations and the Making of Modern War Culture, 1450-2000
- 2011 -  Kitzur Toldot Ha'enoshut  (Sapiens - Scurtă istorie a omenirii)
- 2015 -  Historia shel hamakhar  ( Homo Deus - Scurtă istorie a viitorului )
- 2018 -  21 makhshavot al hameá ha'esrim   (21 gânduri despre secolul al 21-lea)
- 2024 - Nexus - Kitzur toldot hameidá, mitkufat haeven laviná hamlakhutit (Nexus - Scurtă istorie a informației, de la epoca pietrei la inteligența artificială)

## Premii și distincții
- 2009 - Premiul Polonsky pentru creativitate și originalitate pentru cartea sa „The Ultimate Experience: Battlefield Revelations and the Making of Modern War Culture, 1450-2000”.
- 2011 - Premiul Moncado al Societății de Istorie Militară pentru articolul „Armchairs, Coffee, and Authority: Eye-witnesses and Flesh-witnesses Speak about War”.
- 2012 - Este ales membru în Tânăra Academie Israeliană de Științe.
- 2012 - A primit premiul rectorului Universității Ebraice pentru excelență ca profesor.
- 2012 - Premiul Polonsky pentru creativitate și originalitate pentru cartea „Sapiens Scurtă istorie a omenirii”.
- 2017 - Premiul cotidianului german Handelsblatt pentru cea mai îngrijită și influentă carte de economie a anului, acordat cărții „Homo Deus – Scurtă istorie a viitorului”.